# Kärleksdryck
Kärleksdryck (grekiska fíltron, av fileín, älska). Den vidskepliga tron, att vissa konstigt sammansatta "trolldrycker" skulle äga kraft att hos någon upptända varaktig kärlek till en bestämd individ av motsatta könet, synes i äldre tider ha varit rådande hos många folk. Bland de gamla grekerna och romarna var dessa medel vanligt förekommande. Om de besynnerliga ingredienserna i kärleksdrycker lämnar antika skriftställare och deras kommentatorer uppgifter, vilkas tillförlitlighet emellertid är omtvistad. De väsentliga beståndsdelarna var vissa giftiga örter och droger jämte mer eller mindre vidriga ämnen ur djurvärlden; saker, som man funnit hos ett lik, och så vidare. Allt detta sammankokt under sjungande av magiska formler. Thessalien var särskilt beryktat för sina kraftigt verkande örter och sina kvinnors förfarenhet i beredning av trolldrycker. Ofta följde vansinne eller död på förtärandet av kärleksdrycker. En formlig handel drevs med alla slags sådana kärleksdrycker under den romerska kejsartiden, även om redan de första kejsarna stadgat för alla, som tillhandahöll och använde dessa trollmedel, samma ansvar som för giftblandare.